# Baloxavir Marboxil
Baloxavir marboxil, originalmente S-033188, es un fármaco antiviral desarrollado por la compañía Shionogi, un laboratorio farmacéutico Japonés con base en Osaka.
El fármaco fue puesto a consideración del Ministerio de Salud, Trabajo y Bienestar de Japón el 25 de octubre de 2017 y aprobado en Japón en febrero de 2018, según un comunicado del presidente de Shionogi, Isao Teshirogi.
El Baloxavir marboxil es el primer fármaco aprobado a través de sakigake, término que describe el sistema de revisión acelerada, y será comercializado globalmente en conjunto con Roche Holding. Daniel O’Day, presidente de Roche, mencionó que con el esquema de tratamiento de una sola toma, facilitaría el cumplimiento de la terapia, cosa que en ciclos de tratamientos no siempre se lograba.

## Uso indicado
Baloxavir marboxil ha sido aprobado en Japón para el tratamiento de la Influenza A y B en presentación de tabletas de 10 y 20 mg.

## Modo de acción
Es un agente terapéutico que actúa mediante la inhibición de la endonucleasa dependiente de cap (guanosina trifosfato metilada), una enzima que requiere el virus para poder replicarse.
A diferencia de los inhibidores de la neuraminidasa como Oseltamivir y Zanamivir, que impiden la liberación de partículas virales en células infectadas, Baloxavir puede prevenir la misma replicación inhibiendo la endonucleasa intracelular. Al inhibir la replicación se logra un alivio sintomático en 24 horas, según resultados publicados en el estudio CAPSTONE-1. En este estudio se monitorizó la carga viral, tiempo de cese de diseminación viral y tiempo de resolución de fiebre y retorno a estado de salud pre-influenza. El porcentaje de carga viral y diseminación viral, disminuyó en 1 día, comparado a 2 días con Oseltamivir, o 4 días con placebo; la resolución completa sintomática ocurrió en 5 días, comparado a los 7 días con placebo.
La terapia ha mostrado excelente eficacia antiviral in vitro e in vivo contra las cepas de Influenza aviar H5N1 y H7N9 con una dosis única.
Se ha visto que Baloxavir tiene espectro antiviral no solo para influenza estacional sino también para cepas resistentes a Oseltamivir e influenza aviar, los cuales son una preocupación global.

## Situación actual
Actualmente, se siguen los protocolos del estudio CAPSTONE-2, que se espera terminen el 30 de junio de 2018. En octubre de 2018 fue aprobado en los Estados Unidos.